# Loui Kannikoski
Loui Kannikoski, född 1960 eller 1961 i Australien, är en australiensisk företagare inom offshoreservice och andra marina tjänster.
Loui Kannikoski är son till finlandsfödde tidigare sjömannen Laurie Kannikoski, som bosatte sig i Australien 1952 och blev hummerfiskare i Geraldton i Västaustralien.
Loui Kannikoski slutade i skolan vid 14 års ålder 1974 för att bli fiskare inom faderns fiskeföretag. Han tog 1985 över familjeföretaget, vilket som mest hade fem fiskefartyg. Han minskade verksamheten och hade 1997 bara kvar en 65-fote fiskebåt, som han chartrade ut på korttid till olje- och gasföretaget Total för offshoreservice. Därefter grundade han 2000 tillsammans med sin fru Kerren och sina föräldrar Bhagwan Marine i Geraldton och byggde upp en flotta av specialiserade offshorefartyg. Det första fartyget var det 24 meter långa arbetsfartyget Bhagwan.